# Anderson Packers

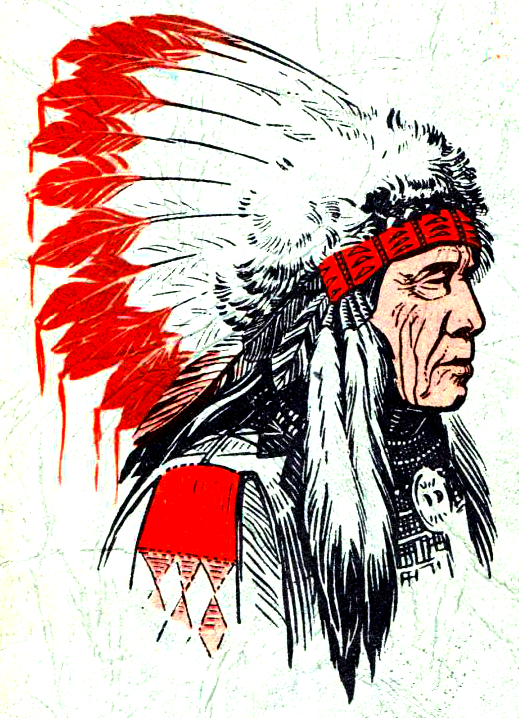
Lagets logotyp

Anderson Packers, även kända som Anderson Duffy Packers. Packers, som bildades 1946 och upplöstes 1951, var ett National Basketball League (NBL) och National Basketball Association (NBA) baserat lag från Anderson, Indiana under slutet av 1940-talet och början av 1950-talet.
Packers spelade i NBL från 1946 till 1949. När NBL slogs ihop med den rivaliserande basketligan Basketball Association of America (BBA) 1949, och bildade National Basketball Association flyttade laget till NBA inför den första säsongen 1949/1950 som ett av sex lag från NBL. Laget drog sig ur NBA efter bara en säsong trots att laget gick ända fram till semifinal som de förlorade mot Minneapolis Lakers med 0-2. Säsongen 1950/1951 spelade Anderson Packers i National Professional Basketball League (NPBL) där laget bara spelade en säsong innan laget upplöstes.